# Agyagpala
Az agyagpala vagy argillit vízből leülepedett üledékes kőzetből, az agyagból kisfokú metamorfizálódással kialakuló metamorf kőzet (metamorfit). A többi agyagos kőzetnél keményebb és palás, azaz vékony lemezekre hasítható. A színe különféle lehet. Egyes fajtáiból égetéssel tetőfedő palát gyártanak. Tömör, fekete színű változataiból palatáblát, lágyabb fajtáját, az ún. rajzolópalát lágysága miatt rajzolásra használják. Sok kvarcszemet tartalmazó kemény változata a csiszolópala, amelyből köszörű- és csiszolóköveket készítenek. Színük fekete, vörösbarna, de zöld színű változata is van. Magyarországon fekete színű pala található. Borsod megyében, Kisgyőr határában bányászták.